# نزار الرشدان
نزار محمود أحمد الرشدان (من مواليد 23 مارس 1999) هو لاعب كرة قدم أردني محترف يلعب كلاعب خط وسط دفاعي في نادي الزوراء العراقي والمنتخب الأردني.

## مهنة النادي
بدأ مشواره مع فريق نادي الحسين في الدوري الأردني للمحترفين عام 2019. في 4 يناير 2021، انتقل إلى الفيصلي بعقد لمدة عامين. ومدد عقده لموسمين إضافيين في 11 يناير 2014 بعد الفوز بالدوري الأردني للمحترفين 2022، وكأس الاتحاد الأردني 2021، وكأس درع الأردن 2022. في 14 يناير 2014، ذهب على سبيل الإعارة لمدة نصف موسم إلى نادي نوروز الذي يلعب في دوري نجوم العراق. و أعير إلى نادي الإمارات في مطلع عام 2024 و وقع مع نادي الخالدية البحريني في صيف 2024.

## المسيرة الدولية
أستدعي لأول مرة للمنتخب الأردني الأول في مباراة ودية انتهت بالفوز 2-0 على هايتي في 4 سبتمبر 2021، واستدعي لتشكيلة المنتخب الوطني للمشاركة في كأس آسيا 2023.

## الحياة الشخصية
في 24 تشرين الثاني/نوفمبر 2022، تزوج في حفل زفاف في مسقط رأسه إربد حضره آلاف المدعوين. وفي 5 يناير 2024، رحب بمولوده البكر.

## الانجازات
الفيصلي
- الدوري الأردني للمحترفين: 2022
- كأس الأردني: 2021
- كأس درع الاتحاد الأردني: 2022، 2024